# Ziguey
 Ziguey è un comune del Ciad situato nel dipartimento di Kanem Settentrionale, provincia di Kanem.